# Maeștrii cântăreți din Nürnberg
Maeștrii cântăreți din Nürnberg (în germană Die Meistersinger von Nürnberg) este o operă de Richard Wagner. Libretul, scris de Wagner însuși, se bazează pe fapte istorice. Hans Sachs a fost un cunoscut poet din Nürnberg.
A șaptea din cele zece opere de maturitate ale lui Wagner în ordinea finalizării, aceasta este cea de-a doua comedie a lui Wagner, după Das Liebesverbot (Iubirea interzisă), comedie din tinerețe, din anul 1836. Cele două comedii sunt singurele care se înscriu într-un context istorico-geografic specific, mai degrabă decât într-un cadru mitic sau legendar. Ea poartă referința WWV 96 din catalogul operelor sale. A fost creată în 21 iunie 1868 în München. Durează aproximativ patru ore și jumătate.

## Fișa tehnică
- Titlu : Die Meistersinger von Nürnberg (Maeștrii cântăreți din Nüremberg)
  - Descriere : dramă muzicală în trei acte
  - Durata : aproximativ patru ore și treizeci de minute, fără antracte
- Catalogare : Wagner-Werk-Verzeichnis 96
- Libretul aparține compozitorului
- Etapele compoziției :
  - Broșură : prima schiță în iulie 1845, a doua și a treia, în noiembrie 1861, editorial decembrie 1861 până în ianuarie 1862
  - Muzica : din ianuarie 1862 la 24 octombrie 1867
- Dedicată lui : Ludovic al II-lea de Bavaria
- Crearea : Königliches Hof - und Nationaltheater, München, 21 iunie 1868. Direcția muzicală : Hans von Bülow[1]
  - Intră în repertoriul Festivalului de la Bayreuth: 1888. Direcția muzicală : Hans von Bülow
- Data publicării : B. Schott's Söhne, Mainz, 1868

## Personaje

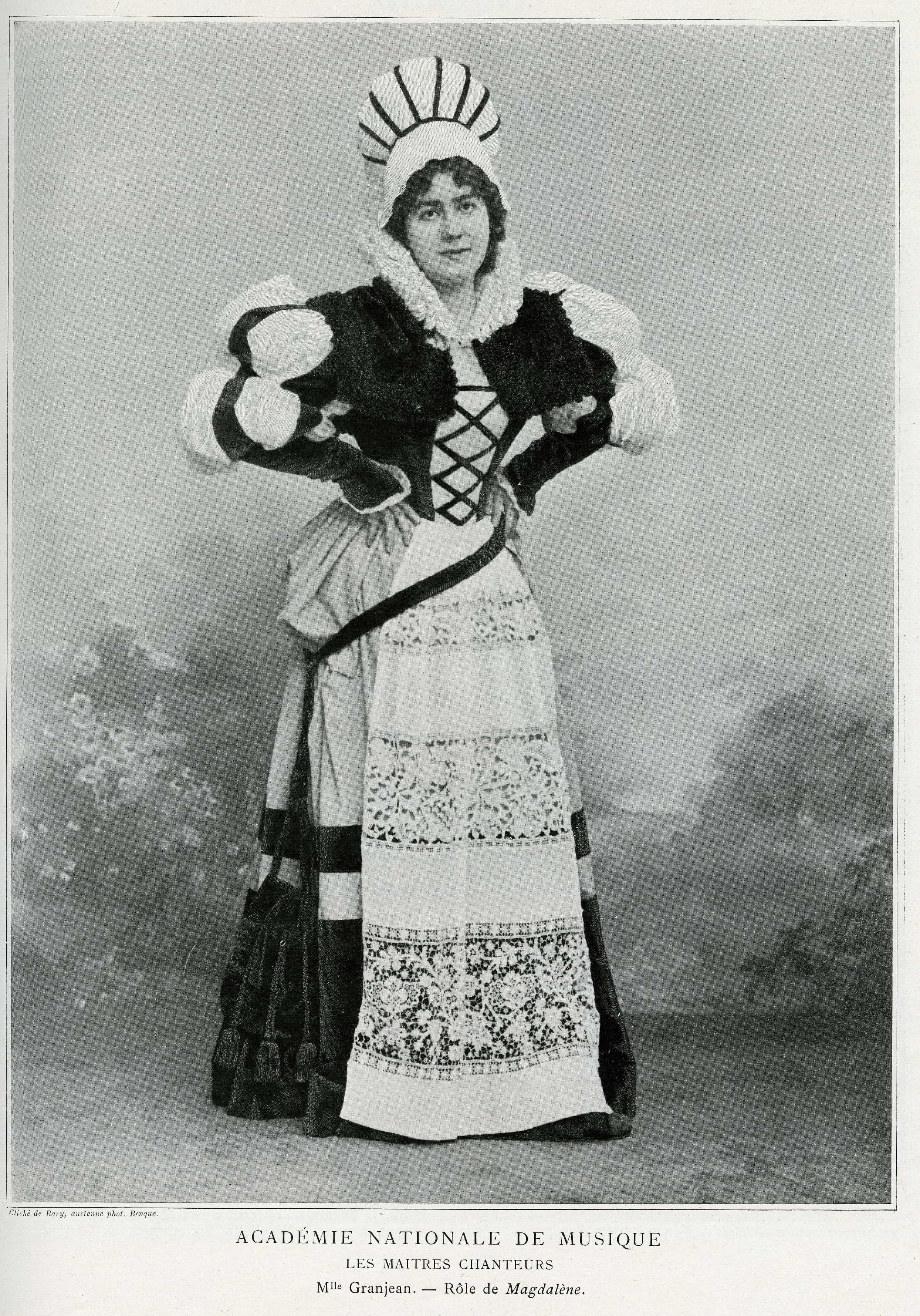
Louise Grandjean, în rolul Magdalenei

| Personaje                                                                                       | Voce                          |
| ----------------------------------------------------------------------------------------------- | ----------------------------- |
| Eva, fiica lui Pogner                                                                           | soprană                       |
| Magdalena, doica Evei                                                                           | mezzo-soprană                 |
| Walther von Stolzing, tânăr cavaler de Franconia                                                | tenor                         |
| David, ucenicul lui Hans Sachs                                                                  | tenor                         |
| Hans Sachs, cizmar, poet și maestru cântăreț                                                    | bariton-bas, uneori bas înalt |
| Veit Pogner, aurar                                                                              | bas                           |
| Sixtus Beckmesser, grefier municipal                                                            | bariton                       |
| Fritz Kothner, brutar, maestru cântăreț                                                         | bariton                       |
| Kunz Vogelgesang, cojocar                                                                       | tenor                         |
| Konrad Nachtigall, tinichigiu                                                                   | bas                           |
| Hermann Ortel, săpunar                                                                          | bas                           |
| Balthasar Zorn, tinichigiu                                                                      | tenor                         |
| Augustin Moser, croitor                                                                         | tenor                         |
| Ulrich Eisslinger, băcan                                                                        | tenor                         |
| Hans Foltz, cazangiu                                                                            | bas                           |
| Hans Schwarz, ciorăpar                                                                          | bas                           |
| Paznic de noapte                                                                                | bariton-bas                   |
| Burghezi și femei din toate breslele, însoțitori, ucenici, fete, oameni din popor din Nürnberg. |                               |

## Uvertura
Vorspiel-ul (adică preludiul) operei este renumit pentru caracterul vesel, pompos și plin de viață, grație tonalității luminoase date de cheia în do major. Acesta este, fără îndoială, unul dintre preludiile de cel mai mare succes ale lui Wagner, care conține principalele lait-motive ale operei, rezumând opera cu măiestrie.  El începe pompos cu motivul maeștrilor cântăreți, caracterizându-i bine: ei sunt cetățeni puternici și mulțumiți de ei înșiși, tradiționaliști acceptând foarte greu schimbările. În schimb, motivul liric, simbolizând voința de reînnoire dorită de Hans Sachs, cizmarul poet și cântăreț (care a existat și în realitate) și tânărul cavaler Walther, se aude mai încet, dar Walther nu reușește să convingă meșterii, de unde sufocarea bruscă a motivului în energicul marș al meșterilor cântăreți. Marșul face loc apoi motivul reprezentând buna credință a confreriei și pe care Gustave Kobbé îl numește " motivul Fraternității în Artă", mergând crescendo până la un forte expunând motivul Idealului artistic, care în cele din urmă se suprapune temei maeștrilor cântăreți. Această temă este alegoria luptei dintre spiritele progresiste și cele conservatoare. După care se înalță o frumoasă frază plină de putere emoțională, a cărei idee este ceea ce îl determină pe Walther să participe la concursul de canto: dragostea pentru Eva; acesta este motivul  Ardorii nerăbdătoare (dixit tot Kobbé). El este urmat de un pasaj fugitiv al cântecului lui Walther (încă în stadiul de schiță în actul II) ceea ce duce la superbul motiv al Primăverii, care ne reamintește de Walkyria. Apoi, într-o  trecere foarte lejeră și amuzantă, încredințată viorilor, flauturilor și oboaielor, Wagner îi ridiculizează pe maeștrii cântăreți (inclusiv pe mărginitul Beckmesser care își masacrează serenada la sfârșitul Actului II înainte de adăugarea motivului Ridicolului în sine. Faptul că aici motivul Primăverii nu se impune încă arată că Walther și Sachs au încă mult până să îi convingă pe maeștrii cântăreți. Dar triumful este la sfârșitul luptei și atunci când motivul meșterilor cântăreți și cel al Fraternității în Artă revin la fel de energic, instrumentele de suflat din lemn cântă cu însuflețire Cântecul lui Walther care pare dus de alămurile pompoase. În cele din urmă meșterii, convinși, îl recunosc pe Walther ca pe unul de al lor și munca lui Sachs și îi sprijină cu fervoare. Voioșia generală din coda anticipează fericitul deznodământ.

## Rezumat
Acțiunea are loc la Nürnberg în secolul al XVI-lea.

### Actul I
Interiorul bisericii Sfânta Ecaterina.
Scena 1. Preludiul curge direct cu corala 'Da zu dir der Heiland kam', care încheie serviciul divin. Eva, fiica burghezului bogat Veit Pogner, aurar, și Magdalena, doica ei, se întorc de la biserică. Walther von Stolzing, un tânăr din mica nobilime rurală ("Junker"), aruncă priviri înflăcărate în direcția Evei, pe care a întâlnit-o în ajun în casa tatălui său, unde el locuiește, sosit de la țară. Se îndrăgostesc nebunește unul de celălalt. Walther află că ea este promisă câștigătorului concursului de canto care se va ține a doua zi. Din păcate, Walther, fără a fi un ignorant în această artă, nu este totuși un expert..
Scena 2. David, ucenic pe lângă poetul, cizmarul și maestrul de prestigiu Hans Sachs, împreună cu ceilalți ucenici, al căror șef este, pregătește biserica pentru următoarea întâlnire a maeștrilor cântăreți. Magdalena, de care David este îndrăgostit, îi promite marea cu sarea dacă îl va învăța pe Walther regulile artei maeștrilor cântăreți. David, după o odă închinată  maeștrilor, se lansează într-o enumerare a infinității de stiluri, de genuri muzicale și de figuri muzicale recunoscute de Breasla cântăreților. David îl învață pe Walther că un maestru, pornind de la aceste elemente, trebuie să compună o nouă melodie și versuri. Fiecare eroare în aplicarea acestor moduri se sancționează de către un marcator. Un candidat poate face doar șapte greșeli.
Scena 3. Se pregătește adunarea. Sosesc maeștrii, printre ei Pogner, Hans Sachs, și, de asemenea, Beckmesser, grefierul orașului și, mai ales,  marcator ('Merker' în germană) al confreriei: el este cel care, la probele de canto contabilizează erorile comise de cantăreți. El ar dori să se căsătorească cu Eva și îl presează pe Pogner să-l ajute să obțină mâna fiicei sale. Walther, între timp, îi împărtășește tatălui Evei intenția sa de a participa la concurs, și, prin urmare, să fie recunoscut ca maestru. De la bun început, Beckmesser este suspicios.
Pogner îl prezintă pe Walther breslei: el ar dori ca acesta să devină maestru, pentru că numai un maestru s-ar putea căsători cu Eva. Prin urmare, el trebuie să cânte în fața breslei, care îl va înscăuna sau nu. Beckmesser este numit marker și îl umilește pe Walther oprindu-l în mijlocul cântecului: el nu mai are suficient spațiu pe tablă pentru a nota erorile cavalerului. Walther nu va fi admis printre maeștri.
Hans Sachs își îndeamnă colegii să nu respingă cântecul sub pretextul că el nu este destul de ortodox, și îl încurajează pe Walther să își continue oda. Dar tumultul crește, și cântecul este refuzat. Actul se încheie într-o confuzie extremă, Walther jurându-se pe toți sfinții că nu va mai veni a doua oară în acest loc.

### Actul II
O stradă îngustă, două case  pe scenă, cea a lui Pogner, cealaltă a lui Hans Sachs, în fața căreia este un tei uriaș și, alături, un liliac în floare. Noaptea senină de vară coboară lent peste oraș.
Scena 1. Ucenicii sărbătoresc noaptea de Sfântul Ion și râd de sârguința lui David. Acesta află de la  Magdalena, care îi și reproșează, de eșecul lui Walter în concurs. Apoi este chemat de  Sachs.
Scena 2. Eva sosește cu tatăl ei; ea îl întreabă dacă va fi obligată să se căsătorească cu câștigătorul concursului. Pogner îi aduce aminte că ea se va căsători cu             " maestrul ales ". Magdalena intră și află de eșecul lui Walther de la Eva, care decide să meargă să-i ceară sfatul lui Hans Sachs.
Scena 3. Hans Sachs, visând la ciudata putere de seducție a cântecului lui Walther, regretă atitudinea  maeștrilor (Monologul liliacului: Fliedermonolog).
Scena 4. Eva apare, invocă lunga prietenie care îi leagă, pe ea și pe Hans, iar Hans confirmă faptul că tânărul cavaler nu are nicio șansă să câștige. Magdalena îi cere Evei să intre în casă și își dă seama, după starea ei, că este îndrăgostită. Prin urmare, este necesar să găsească o stratagemă. Știind că Beckmesser a decis să-și cânte serenada chiar în acea seară, Eva o convinge pe Magdalena să-i ia locul la balcon.
Scena 5. Walther apare în partea de jos a casei, Eva coboară și, ascunși de tei, ea îi explică planul pentru a scăpa. Sachs aude discuția, iese și îndreaptă lumina lămpii spre cei doi iubiți. Ei nu știu ce să creadă despre atitudinea lui și rămân ascunși.
Scena 6. Beckmesser apare pe străduță. De îndată ce începe să cânte serenada, Sachs cântă cât îl ține gura o odă Evei alungată din rai (Cânt Biblic), acompaniindu-se cu ... ciocanul. Magdalena, în hainele Evei, apare la balcon, în timp ce Beckmesser e disperat că nu poate să cânte și-i cere lui Hans Sachs să se oprească din lucru. Cizmarul îi propune un târg: el va juca rolul de marcator, arătând cu o lovitură de ciocan fiecare eroare a lui Beckmesser. Beckmesser face atât de multe greșeli încât Sachs termină o pereche de pantofi înainte de sfârșitul serenadei, plătindu-i cu aceeași monedă marcatorului care l-a umilit pe Walther în acea după-amiază.
Zgomotul a trezit tot cartierul. David, dându-și seama că este Magadalena la balcon și că primește omagiul lui Beckmesser, apucă o bâtă și-l atacă pe grefier; vecinii, atrași de zgomotul de pe stradă, profită ca să provoace o mică revoltă în tot cartierul. În tumult, Sachs e cu un ochi pe cei doi iubiți. Atunci când vor să scape, el o împinge pe Eva în brațele tatălui său și îl ia pe Walther în prăvălia sa. Actul se încheie cu o genială fugă muzicală și un mare tumult pe scenă.

### Actul III
În prăvălia lui Sachs.
Scena 1. Sachs este cufundat în citirea unei cărți de magie; își lasă lectura și monologhează despre deșertăciunile lumii (''Wahn! Wahn! überall Wahn!": "Deșertăciunea deșertăciunilor, totul e deșertăciune" - citat din Ecleziastul din Vechiul Testament). Intră David. El îi cere iertare pentru că a luat parte la revoltele din ziua precedentă, dar Sachs pare să-l ignore. Ucenicul își amintește că este ziua de Sfântul Ion, și cântă propria melodie de Sfântul Ion, ca un tribut adus maestrului (''Hans'' = Ion). Apoi,  sperând căsătoria cu Magdalena, el ajunge să se întrebe dacă stăpânul său nu vrea să se căsătorească cu Eva. Sachs îl trimite să se pregătească pentru concurs și decide să-l ajute pe Walther.
Scena 2. Walther apare în prăvălia lui Sachs, după un somn foarte scurt. El îi spune lui Sachs că a avut un vis minunat. Asta îl entuziasmează pe Sachs, care spune că arta se hrănește cu vise și îl invită să-i spună despre acest vis cântând. Cât Walther cântă, el notează versurile și melodia și apoi îl pune să facă corecturile necesare. Walther, ghidat de Sachs, cântă două cuplete în timp ce Sachs subliniază respectarea regulilor.
Ies să se pregătească pentru concurs; Sachs uită pe masă foaia pe care a scris poemul lui Walther.
Scena 3. Beckmesser, văzând casa goală, se încumetă și intră. El observă cântecul lăsat pe masă. Citește și imediat crede că aceste versuri sunt o declarație de dragoste a lui Sachs pentru Eva. Sachs se întoarce, Beckmesser ascunde foaia, dar Sachs își dă seama. Beckmesser îi flutură foaia, acuzându-l pe Sachs de dorința de a o seduce pe Eva. Dar Sachs, fără a nega că este mâna lui și lăsându-l să creadă că el este autorul poemului, îi spune că poate să-l păstreze, și chiar să-l cânte, dacă vrea, numai să găsească tonul potrivit. Beckmesser e în al nouălea cer: el îl ridică în slăvi pe Sachs și dă fuga să se pregătească pentru concursul de canto pe poezia presupusă a fi a lui Sachs.
Scena 4. Eva apare, sub pretextul că aduce o pereche de pantofi care o bat. Walther intră la rândul său. Cei doi iubiți au ochi doar unul pentru celălalt și Walther improvizează cel de-al treilea cuplet al cântecului. Observând stânjeneala Evei față de el, Sachs susține că nu a avut niciodată intenția de a  juca rolul regelui Mark față de Eva/Isolda și față de Walther/Tristan (Wagner citează în acest pasaj un laitmotiv din Tristan și Isolda.)
Apar David și Magdalena. Sachs îl promovează pe David de la ucenic la calfă de cizmar și numește piesa lui Walther: Die selige Morgentraum-Deutweise (Tălmăcirea dulcelui vis de dimineață). Cele cinci personaje cântă fiecare după starea lor de spirit (celebrul cvintet) și apoi se duc la locul unde se va ține concursul.
O pajiște mare. Cetățenii sărbătoresc. Tribunele și estradele sunt frumos decorate.
Scena 5. Marea procesiune de Sfântul Ion a breslelor are loc înainte de a începe concursul. Sachs este aclamat de popor, care cântă imnul ''Wach auf !'', ("Trezește-te" - autentică compoziție a lui Hans Sachs cel real - recuperare istorică a lui Wagner). Sachs, foarte emoționat mulțumește publicului.
Concursul începe. Există doar doi candidați: Beckmesser și Walther. Beckmesser cântă primul. El încearcă să cânte cântecul lui Walther, dar nu-și găsește tonul potrivit, denaturează cuvintele, toate sunt amestecate și se face de râs în fața adunării. Furios, el se ia de Sachs, căruia îi atribuie piesa. Dar Sachs protestează și recunoaște că și-ar fi dorit să fie autorul acestui cântec minunat. El anunță că autorul piesei va fi cunoscut: Walther își face intrarea și își cântă cântecul revizuit și corectat. Publicul și maeștrii sunt subjugați. Adunarea îl aclamă. Pogner, tatăl Evei, binecuvântează tânăra pereche și decide să-i dea lui Walther titlul de maestru. Dar cavalerul refuză. Sachs intervine : "Nu disprețuiți maeștrii!" și expune adevărata lor funcție în conservarea "nobilei arte germane" a cântecului. Walther acceptă în cele din urmă onoarea. Bucurie generală.
Cortina